# Samir Bannout
Samir Bannout(Beirute, 1º de Novembro de 1955) apelidado de O Leão do Líbano, é um fisiculturista libanês, tendo posteriormente se mudado para a Califórnia e Michigan. Tornou-se campeão do Mr. Olympia em 1983.

## Títulos no fisiculturismo
- 1974 Mr. Universe, peso médio - sétimo lugar
- 1976 Mr. Universe, peso médio - décimo segundo lugar
- 1977 Mr. International, peso médio - segundo lugar
- 1978 Mr. International, peso médio - segundo lugar
- 1979 Best in the World, Amador - primeiro lugar
- 1979 World Amateur Championships, peso leve - primeiro lugar
- 1980 Mr. Olympia - décimo quinto lugar
- 1981 Mr. Olympia - nono lugar
- 1982 Grand Prix Sweden - segundo lugar
- 1982 Mr. Olympia - quarto lugar
- 1983 Mr. Olympia - vencedor
- 1984 Mr. Olympia - sexto lugar
- 1985 WABBA World Championship - vencedor
- 1986 WABBA World Championship - vencedor
- 1988 Mr. Olympia - oitavo lugar
- 1989 Mr. Olympia - nono lugar
- 1990 Mr. Olympia - oitavo lugar
- 1990 NABBA World Championships Professional - segundo lugar
- 1992 Mr. Olympia - décimo sexto lugar
- 1994 Mr. Olympia - décimo nono lugar
- 1996 Masters Mr. Olympia - sexto lugar